# Kurt Ravyts
Kurt Ravyts, né le 24 avril 1968 à Bruges, est un homme politique belge, membre du Vlaams Belang (VB).

## Biographie
Kurt Ravyts nait le 24 avril 1968 à Bruges.
Aux élections législatives fédérales de 2019, Kurt Ravyts est élu à la Chambre des Représentants.